# Álex Balboa
Alejandro Balboa Bandeira (ur. 6 marca 2001 w Vitorii-Gasteiz) – piłkarz z Gwinei Równikowej grający na pozycji środkowego pomocnika. Od 2021 jest zawodnikiem klubu Deportivo Alavés B.

## Kariera klubowa
Swoją karierę piłkarską Balboa rozpoczynał w juniorach klubu Deportivo Alavés. W 2020 roku został zawodnikiem grającego w Tercera División, Club San Ignacio. W 2021 roku wrócił do Deportivo Alavés i stał się członkiem zespołu rezerw.
| Sezon   | Klub               | Kraj      | Rozgrywki          | Mecze | Gole |
| ------- | ------------------ | --------- | ------------------ | ----- | ---- |
| 2020/21 | Club San Ignacio   | Hiszpania | Tercera División   | 11    | 2    |
| 2020/21 | Deportivo Alavés B | Hiszpania | Segunda División B | 15    | 0    |

## Kariera reprezentacyjna
W reprezentacji Gwinei Równikowej Balboa zadebiutował 7 września 2021 w wygranym 1:0 meczu eliminacji do MŚ 2022 z Mauretanią, rozegranym w Bacie. W 2022 roku został powołany do kadry na Puchar Narodów Afryki 2021. Na tym turnieju wystąpił w jednym meczu, ćwierćfinałowym z Senegalem (1:3).